# Arnold Nöldeke (Politiker)
Arnold Karl Heinrich Nöldeke (* 22. August 1865 in Kiel; † 24. Februar 1945 in Tübingen) war ein Richter und Hamburger Politiker der Deutschen Demokratischen Partei (DDP).

## Leben und Politik
Nöldeke war ein Sohn des Orientalisten Theodor Nöldeke und wuchs in Kiel und Straßburg auf. Nöldeke studierte Rechtswissenschaften in Straßburg, München und Göttingen. Hier wurde er u. a. Mitglied des Studenten-Gesangvereins der Georgia-Augusta. Ab 1887 war er Referendar in Straßburg und Amtsrichter im Bezirk Oberelsaß. 1894 wurde er in Hamburg Landrichter, bevor er dort von 1910 bis 1919 das Amt eines Oberlandesgerichtsrats bekleidete. Nöldeke war neben Leo Lippmann u. a. an der Herausgabe der dritten Auflage der Hamburgischen Gesetze und Verordnungen beteiligt.
Ab 1907 war Nöldeke Mitglied der Hamburgischen Bürgerschaft, zunächst als Angehöriger der Fraktion der Vereinigten Liberalen. Von 1919 bis 1931 war er Bürgerschaftsmitglied für die linksliberale DDP. Bis zu seiner Wahl zum Senator war er Vorsitzender der DDP-Fraktion.
Am 10. Dezember 1919 wurde Nöldeke als Nachfolger von Bruno Louis Schaefer von der Bürgerschaft in den Senat gewählt. Im Februar 1926 griff der KPD-Bürgerschaftsabgeordnete Karl Jahnke während einer Bürgerschaftssitzung Nöldeke tätlich an, nachdem dieser den KPD-Politiker Hugo Urbahns als „Verbrecher“ bezeichnet hatte; nach diesem Zwischenfall schied Jahnke aus dem Landesparlament aus.
Nöldeke übte sein Amt als Senator bis zum 15. September 1931 aus (→ Hamburger Senat 1919–1933). Nöldeke war Präses der Hamburger Justizverwaltung und leitete damit die Behörde, die auch zuvor von Schaefer geleitet worden war. Nachdem Nöldeke wegen einer Senatsverkleinerung ausgeschieden war, übernahm Bürgermeister Carl Wilhelm Petersen diese Position. Nach seinem Ausscheiden wurde Nöldeke 1931 mit der Bürgermeister-Stolten-Medaille ausgezeichnet, die als eine der höchsten Auszeichnungen der Stadt Hamburg gilt.
1931 war Nöldeke neben dem Bürgermeister Carl Wilhelm Petersen einer der Förderer des aufstrebenden Curt Rothenberger und verhalf ihm so zum Amt des Landesgerichtsdirektors. Die nationalsozialistische Überzeugung Rothenbergers war zu diesem Zeitpunkt scheinbar noch nicht ausgeprägt.

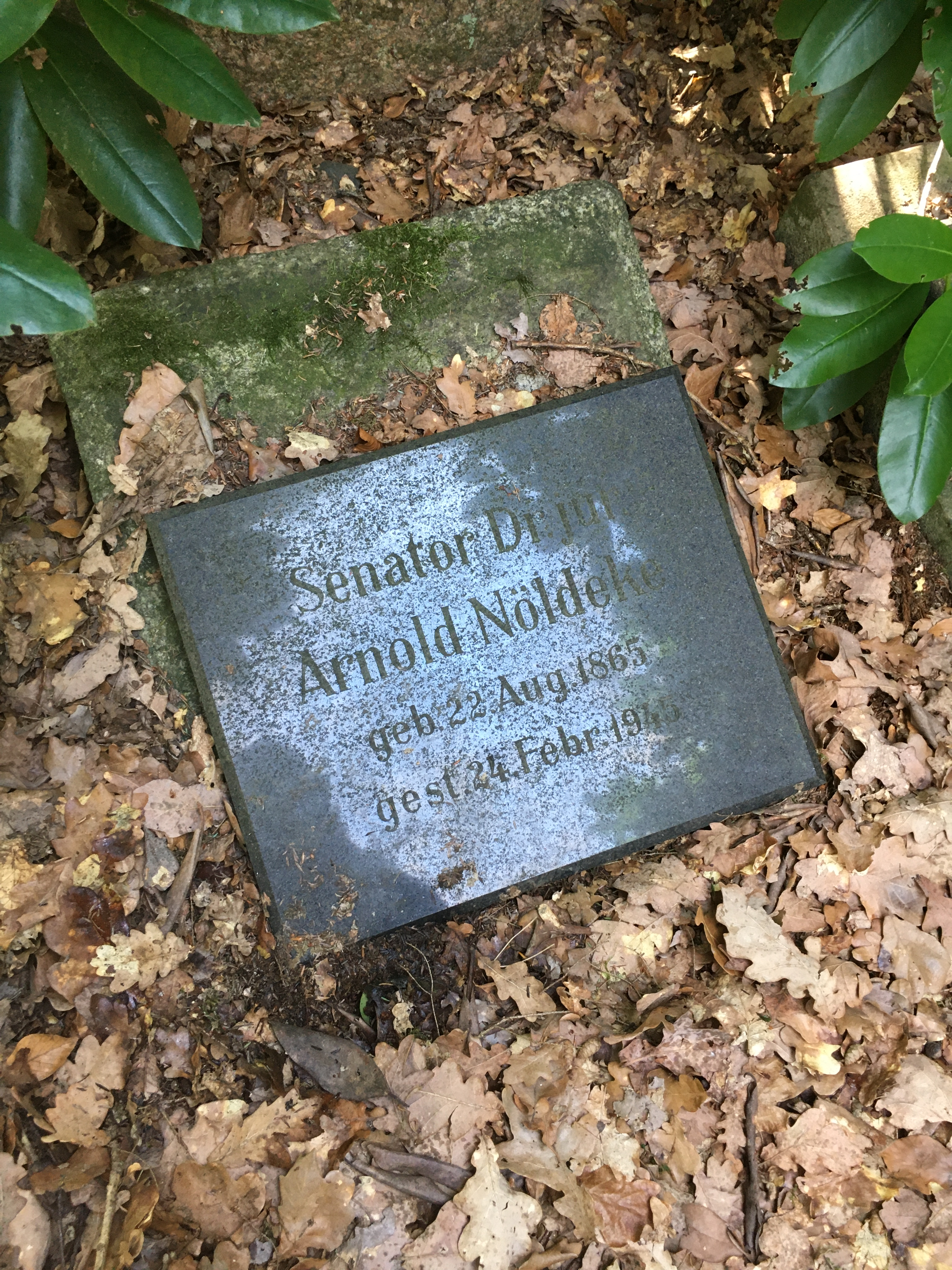
Grabstätte auf dem Friedhof Ohlsdorf

Nöldeke verstarb in Tübingen und wurde auf dem Friedhof Ohlsdorf bestattet.

## Werke
- Hamburgisches Landesprivatrecht. Halle (Saale) 1907.
- Krieg und Völkerrecht. Hamburg 1916.
- mit Leo Martin, Leo Lippmann: Hamburgische Gesetze und Verordnungen. 4 Bände. 3. Auflage. Hamburg 1928–1932 (überarbeitete Neuausgabe des ursprünglich von Albert Wulff erstellten Werkes).
- Jugend-Erinnerungen aus dem deutschen Elsaß. Hamburg 1934.